# Huy hiệu của Thịnh vượng chung Kentucky
Huy hiệu của Thịnh vượng chung Kentucky được thông qua vào tháng 12 năm 1792. Kể từ thời điểm đó, nó đã trải qua nhiều lần sửa đổi. Huy hiệu hiện tại mô tả hai người đàn ông, một người mặc đồ da hoẵng, và người kia ăn mặc lịch sự. Hai người đang nhìn vào mặt nhau và nắm chặt tay nhau. Vòng ngoài của con dấu được tô điểm bằng dòng chữ "Commonwealth of Kentucky" (Thịnh vượng chung Kentucky), và ở bên trong là khẩu hiệu của bang "United we stand, divided we fall" (Thống nhất chúng ta đứng lên, chia rẽ chúng ta gục ngã). Màu sắc chính thức của huy hiệu là xanh lam vàng. Một phiên bản của con dấu xuất hiện trên lá cờ của Kentucky.

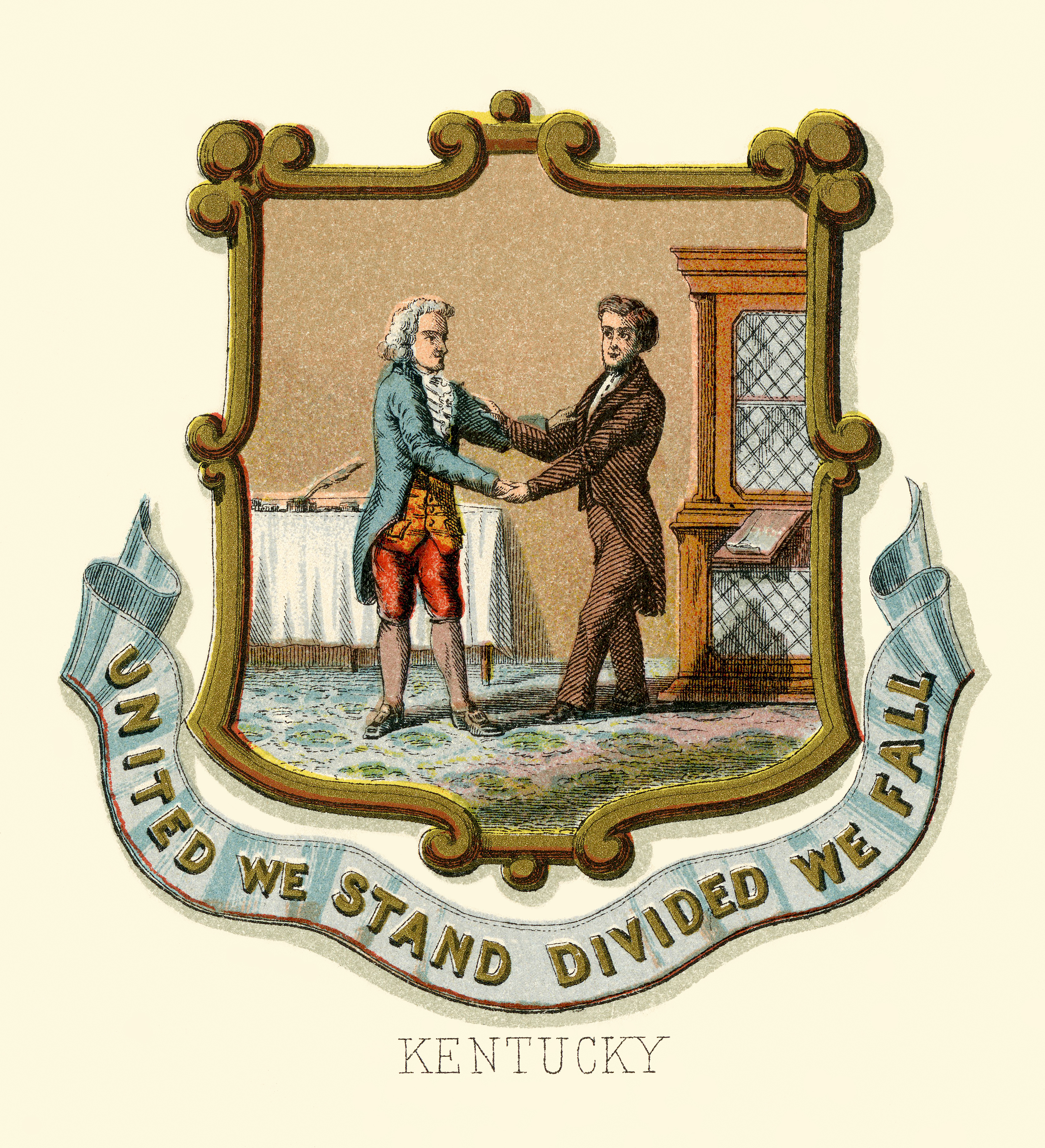
Bang huy cũ của bang Kentucky (minh họa, 1876)

Ý tưởng về việc tạo ra một huy hiệu cho Khối thịnh vượng chung đã được đưa ra trong phiên họp đầu tiên của Đại hội đồng Kentucky. Vào ngày 20 tháng 12 năm 1792, Hội đồng đã thông qua một đạo luật có nội dung: "Thống đốc được trao quyền và theo đây được yêu cầu cung cấp huy hiệu cho Khối thịnh vượng chung này, và một huy hiệu tương tự được khắc với hình ảnh sau đây: hai người bạn ôm nhau, với tên bang trên đầu và xung quanh về khẩu hiệu: 'Thống nhất chúng ta đứng lên, chia rẽ chúng ta gục ngã'".
Theo John Brown, Thượng nghị sĩ đầu tiên của Kentucky, con dấu ban đầu là mô tả "hai người bạn, trong trang phục thợ săn, tay phải đan vào nhau, tay trái đặt trên vai nhau, chân của họ trên vực núi." Mô tả này sẽ miêu tả khẩu hiệu theo nghĩa đen. Thợ bạc David Humphries từ Lexington được giao nhiệm vụ thiết kế huy hiệu vào năm 1793. Thay vì trang phục đi săn, phiên bản của Humphries mô tả hai người đàn ông mặc áo khoác đuôi én, và thay vì bắt tay, hai người bạn chia sẻ một cái ôm trọn vẹn. Con dấu này đã bị phá hủy khi thủ phủ của bang bị cháy vào năm 1814.
Bởi vì mô tả ban đầu được Đại hội đồng thông qua không chỉ rõ "hai người bạn" trông như thế nào hoặc họ nên ôm nhau như thế nào, một số biến thể của huy hiệu bang đã được tạo ra sau khi bản gốc bị phá hủy. Có phiên bản mà hai người mặc quần áo khác nhau, từ áo khoác và đội nón đầu, cho tới áo toga thời La Mã. Vòng tay được thể hiện như hai bàn tay nắm chặt, một cái ôm hoặc một cái bắt tay kết hợp với hai bàn tay đặt trên vai nhau. Có người thậm chí còn suy đoán rằng nhất định các thợ khắc đã cố tình thiết kế tư thế kỳ lạ để đại diện cho rằng hai người bạn đang say rượu bourbon hoặc đang thực hiện một lần bắt tay bí mật hoặc biểu tượng từ một trật tự huynh đệ.
Năm 1857, một nghệ sĩ vô danh được giao nhiệm vụ vẽ con dấu của các bang khác nhau trên các cửa sổ trần trong phòng của Hạ viện. Mô tả của nghệ sĩ này cho thấy một người đàn ông đi ủng da hoẵng và đội mũ và một người khác trong trang phục chỉnh tề. Hai người đang đứng trước một hàng cột và mặc bộ đồ giống áo khoác ngoài. Một bài báo năm 1952 trên The Courier-Journal cho rằng "Họ đứng trong vòng tay hờ hững, như thể khiến nhau giật mình với cử chỉ của anh ta."
Một phiên bản kỳ lạ của huy hiệu miêu tả người bạn nối tay trái của mình sang tay phải của người kia, khiến cho cả hai dường như đang nhảy một giai điệu Ái Nhĩ Lan, theo ủy viên bảo tồn Henry Ward. Năm 1954, Ward yêu cầu Ernie Giancola, người gốc Louisville, thiết kế lại con dấu. Sử dụng một người hàng xóm làm hình mẫu, Giancola đã tạo ra một cái bắt tay tự nhiên hơn.
Năm 1962, Đại hội đồng đã làm rõ thêm hình thức của con dấu để giảm thiểu sự thay đổi trong tương lai. Họ quy định rằng con dấu phải mô tả "một người tiên phong gặp một quý ông mặc áo choàng đuôi én."
Phiên bản hiện tại của con dấu được thiết kế bởi Nan Gorman, nghệ sĩ và cựu thị trưởng của Hazard, Kentucky.

## Biểu tượng
Nhiều người cho rằng người đàn ông mặc áo da hoẵng bên trái là Daniel Boone, người chịu trách nhiệm trong việc khám phá Kentucky, và người đàn ông mặc bộ đồ bên phải là Henry Clay, chính khách nổi tiếng nhất của Kentucky. Tuy nhiên, lời giải thích chính thức là những người đàn ông đại diện cho tất cả các quân nhân và chính khách, chứ không phải bất kỳ cá nhân cụ thể nào. Khẩu hiệu "Thống nhất chúng ta đứng lên, chia rẽ chúng ta gục ngã" bắt nguồn từ lời bài hát "The Liberty Song", một bài hát yêu nước từ thời Cách mạng Mỹ.

## Các phiên bản trong lịch sử

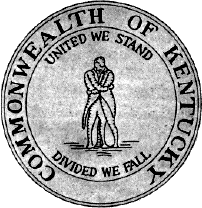
Huy hiệu của Kentucky từ một tài liệu vào khoảng năm 1800
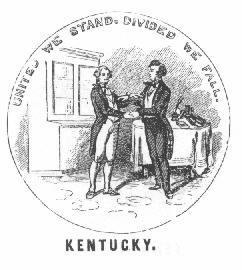
Một phiên bản của huy hiệu Kentucky được sử dụng trong thời Nội chiến
Con dấu được chính phủ Liên bang Kentucky sử dụng trong thời Nội chiến